# Valle de Aridane
El valle de Aridane se encuentra en la cara occidental de la isla de La Palma en Canarias. Está limitado por el pico El Time en el norte y por las coladas de lava del volcán de San Juan en el sur así como por la cumbre en el este. Es un fértil valle agrícola en el que destaca el cultivo del plátano y del aguacate. Las lluvias son abundantes, lo que favorece también el cultivo de especies de regadío. Actualmente el valle se divide entre los municipios de Los Llanos de Aridane, El Paso y Tazacorte.
- Datos: Q6159062
- Multimedia: Valle de Aridane / Q6159062